# 전첨
전첨(典籤)은 한국과 중국의 과거 관직이다.

## 한국
조선의 종친부(宗親府)의 정4품 관직으로, 총 정원은 1명이었다.